# Ír Köztársaság (1798)
Az Ír Köztársaság (írül: Poblacht na hÉireann vagy Saorstát Éireann), más néven Connachti Köztársaság 1798-ban rövid ideig fennálló forradalmi állam az Ír-szigeten. Területe elméletileg az egész szigetre kiterjedt, de a gyakorlatban Connacht területére korlátozódott. A brit királyi csapatok katonai előnyének köszönhetően a nagyobb városokat, úgymint Dublint, Belfastot vagy Corkot, az ír köztársaságpártiaknak nem sikerült elfoglalniuk, így súlyos hátránnyal kellett szembenézniük a háború alatt.

Az ír felkelést követően Napóleon egyik tábornoka, Jean Humbert vezetésével 1000 fős francia hadsereg szállt partra Killalában, Mayo megyében. Humbert tábornok még a partraszállás napján, 1798. augusztus 22-én kikiáltotta az Ír Köztársaságot az alábbi szónoklattal:

„SZABADSÁG, EGYENLŐSÉG, TESTVÉRISÉG, UNIÓ, Több sikertelen függetlenségi kísérlet után, íme megérkezett az utolsó francia katona… ezennel kikiáltom az egyesült, szabad Ír Köztársaságot! Ez a mi kiáltásunk! Előre! Szívünket a dicsőségnek és a boldogságnak szenteljük.”

A köztársaság első győzelme, a castlebar-i csata (augusztus 27.) után, Humbert tábornok kiadta az alábbi nyilatkozatot, és John Moore-t a connachti tartomány kormányzójának tette meg:
Az ír hadseregnek
Szabadság, Egyenlőség
A castlebar-i főhadiszállás, Fructidor 14. napja, a Francia Köztársaság hatodik éve, egy és oszthatatlan.
Én, Humbert tábornok, az ír hadsereg főparancsnoka, a lehető legkevesebb késedelemmel óhajtom létrehozni a connacht-i tartomány adminisztratív hatalmát, a következő szempontok alapján:
1. Connacht tartomány kormánya a következő parancsig Castlebar-ban kell üléseznie.
2. A kormányban tizenkettő fő kap helyet, őket a francia hadsereg vezetője fog kinevezni.
3. JOHN MOORE polgártárs a connacht-i kormány kormányzója lesz, aki a kormány egységéért és működéséért fog felelni.
4. A kormány haladéktalanul Connacht tartomány katonai hatalmává alakíttatja önmagát, az ír és a francia hadsereg ellátását átvállalva.
5. Létrejön nyolc gyalogsági tartomány, mindegyikben 1200 fő katona, és négy lovassági tartomány, mindegyikben 600 katona fog szolgálni .
6. A kormány felkelőnek és hazaárulónak nyilvánítja az a férfit, aki a fegyver és felszerelés kézbesítése utáni négy és húsz óra között nem jelentkezik a hadseregbe.
7. Minden tizenhat és negyven éves férfinak KÖTELES, az Ír Köztársaság nevében, a francia táborba vonulni, a közös ellenség ellen harcolni, az elangolosított Írország ellen, akik az ősi Hibernia feltámadása és boldogsága útjában állank.
A hadsereg főparancsnoka
HUMBERT.
A felkelők köztársasága a Francia Köztársaság bábállama (testvérköztársasága) volt alig egy hónapon át. A rövid idő ellenére Moore kormányzó olyan kérdéseket is megtárgyalt, mint a Francia Kormány nevében kinyomtatott bankjegyek.

## Bukása

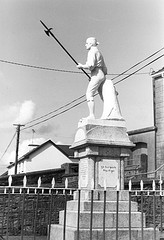
Egy felkelő lándzsás emlékműve, Ballinamuck, 1928

1798. szeptember 8-án, nem sokkal a kikiáltás után a ballinamucki csatában teljes vereséget szenvedett. Moore kormányzó is a britek fogságába került Castlebar mellett, majd a következő évben váratlanul meghalt. Humbert tábornok és katonái Dublinon és a La Manche csatornán keresztül visszatértek Franciaországba. A brit hadsereg ezután egy hónap alatt elfoglalta Connacht tartomány jelentős részét, utoljára Killalát szeptember 23-án, hatalmas pusztítás és áldozatok árán. A köztársaság korábbi támogatóit üldözni kezdték, sokakat elfogtak és kivégeztek, másoknak sikerült Franciaországba menekülniük.

## Fordítás
Ez a szócikk részben vagy egészben  az   Irish Republic (1798) című angol Wikipédia-szócikk ezen változatának fordításán alapul.  Az eredeti cikk szerkesztőit annak laptörténete sorolja fel. Ez a jelzés csupán a megfogalmazás eredetét és a szerzői jogokat jelzi, nem szolgál a cikkben szereplő információk forrásmegjelöléseként.